# Österreich-Rundfahrt 1996
L'Österreich-Rundfahrt 1996, quarantottesima edizione della corsa, si svolse dal 6 al 15 giugno su un percorso di 1410 km ripartiti in 10 tappe e un cronoprologo, con partenza da Neuhofen e arrivo a Innsbruck. Fu vinto dal belga Frank Vandenbroucke della Mapei-GB davanti al suo connazionale Luc Roosen e all'italiano Franco Ballerini.

## Tappe
| Tappa  | Data      | Percorso                                | km   | Vincitore di tappa   | Leader cl. generale |
| ------ | --------- | --------------------------------------- | ---- | -------------------- | ------------------- |
| Prol.  | 6 giugno  | Neuhofen > Neuhofen (cron. individuale) | 7    | Frank Vandenbroucke  | Frank Vandenbroucke |
| 1ª     | 7 giugno  | Neuhofen > Linz                         | 169  | Frank Augustin       | Frank Vandenbroucke |
| 2ª     | 8 giugno  | Linz > Mattighofen                      | 161  | Gert Vanderaerden    | Frank Vandenbroucke |
| 3ª     | 9 giugno  | Mattighofen > Grössming                 | 144  | Frank Vandenbroucke  | Frank Vandenbroucke |
| 4ª     | 9 giugno  | Grössming > Grössming                   | 52   | Michel Cornelisse    | Frank Vandenbroucke |
| 5ª     | 10 giugno | Schöder > Villach                       | 109  | Franco Ballerini     | Franco Ballerini    |
| 6ª     | 11 giugno | Faakersee > Lienz                       | 180  | Frank Vandenbroucke  | Frank Vandenbroucke |
| 7ª     | 12 giugno | Lienz > St. Johann in Tirol             | 143  | Wim van de Meulenhof | Frank Vandenbroucke |
| 8ª     | 13 giugno | St. Johann in Tirol > Axams             | 172  | Frank Vandenbroucke  | Frank Vandenbroucke |
| 9ª     | 14 giugno | Natters > Kaunertaler Gletscherstraße   | 125  | Luc Roosen           | Frank Vandenbroucke |
| 10ª    | 15 giugno | Feichten > Innsbruck                    | 148  | Glenn D'Hollander    | Frank Vandenbroucke |
| Totale | Totale    | Totale                                  | 1410 |                      |                     |

## Dettagli delle tappe

### Prologo
- 6 giugno: Neuhofen > Neuhofen (cron. individuale) – 7 km

| Pos. | Corridore           | Squadra  | Tempo |
| ---- | ------------------- | -------- | ----- |
| 1    | Frank Vandenbroucke | Mapei-GB | 8'34" |
| 2    | Franco Ballerini    | Mapei-GB | a 9"  |
| 3    | Thomas Liese        |          | a 11" |

| Pos. | Corridore           | Squadra  | Tempo |
| ---- | ------------------- | -------- | ----- |
| 1    | Frank Vandenbroucke | Mapei-GB | 8'34" |
| 2    | Franco Ballerini    | Mapei-GB | a 9"  |
| 3    | Thomas Liese        |          | a 11" |

### 1ª tappa
- 7 giugno: Neuhofen > Linz – 169 km

| Pos. | Corridore       | Squadra    | Tempo    |
| ---- | --------------- | ---------- | -------- |
| 1    | Frank Augustin  |            | 3h59'19" |
| 2    | Harald Morscher |            | s.t.     |
| 3    | Klaus Diewald   | Nürnberger | s.t.     |

| Pos. | Corridore           | Squadra  | Tempo    |
| ---- | ------------------- | -------- | -------- |
| 1    | Frank Vandenbroucke | Mapei-GB | 4h07'53" |
| 2    | Franco Ballerini    | Mapei-GB | a 10"    |
| 3    | Thomas Liese        |          | a 11"    |

### 2ª tappa
- 8 giugno: Linz > Mattighofen – 161 km

| Pos. | Corridore          | Squadra | Tempo    |
| ---- | ------------------ | ------- | -------- |
| 1    | Gert Vanderaerden  | Palmans | 3h45'39" |
| 2    | Michel Cornelisse  | TVM     | a 3"     |
| 3    | Werner Riebenbauer |         | s.t.     |

| Pos. | Corridore           | Squadra  | Tempo    |
| ---- | ------------------- | -------- | -------- |
| 1    | Frank Vandenbroucke | Mapei-GB | 7h53'35" |
| 2    | Franco Ballerini    | Mapei-GB | a 10"    |
| 3    | Thomas Liese        |          | a 11"    |

### 3ª tappa
- 9 giugno: Mattighofen > Grössming – 144 km

| Pos. | Corridore           | Squadra  | Tempo    |
| ---- | ------------------- | -------- | -------- |
| 1    | Frank Vandenbroucke | Mapei-GB | 3h20'05" |
| 2    | Bernhard Gugganig   |          | s.t.     |
| 3    | Matthias Buxhofer   |          | s.t.     |

| Pos. | Corridore           | Squadra  | Tempo     |
| ---- | ------------------- | -------- | --------- |
| 1    | Frank Vandenbroucke | Mapei-GB | 11h13'40" |
| 2    | Matthias Buxhofer   |          | a 29"     |
| 3    | Bernhard Gugganig   |          | a 41"     |

### 4ª tappa
- 9 giugno: Grössming > Grössming – 52 km

| Pos. | Corridore         | Squadra | Tempo    |
| ---- | ----------------- | ------- | -------- |
| 1    | Michel Cornelisse | TVM     | 1h09'27" |
| 2    | André Korff       |         | s.t.     |
| 3    | Eric Vanderaerden | Palmans | s.t.     |

| Pos. | Corridore           | Squadra  | Tempo     |
| ---- | ------------------- | -------- | --------- |
| 1    | Frank Vandenbroucke | Mapei-GB | 12h23'00" |
| 2    | Matthias Buxhofer   |          | a 29"     |
| 3    | Bernhard Gugganig   |          | a 41"     |

### 5ª tappa
- 10 giugno: Schöder > Villach – 109 km

| Pos. | Corridore        | Squadra  | Tempo    |
| ---- | ---------------- | -------- | -------- |
| 1    | Franco Ballerini | Mapei-GB | 2h41'16" |
| 2    | Josef Christen   |          | s.t.     |
| 3    | Sammie Moreels   | Palmans  | s.t.     |

| Pos. | Corridore           | Squadra     | Tempo     |
| ---- | ------------------- | ----------- | --------- |
| 1    | Franco Ballerini    | Mapei-GB    | 15h05'46" |
| 2    | Frank Vandenbroucke | Mapei-GB    | a 7"      |
| 3    | Eddy Bouwmans       | Foreldorado | a 21"     |

### 6ª tappa
- 11 giugno: Faakersee > Lienz – 180 km

| Pos. | Corridore           | Squadra         | Tempo    |
| ---- | ------------------- | --------------- | -------- |
| 1    | Frank Vandenbroucke | Mapei-GB        | 4h42'32" |
| 2    | Luc Roosen          | Vlaanderen 2002 | a 1'04"  |
| 3    | Franco Ballerini    | Mapei-GB        | s.t.     |

| Pos. | Corridore           | Squadra         | Tempo     |
| ---- | ------------------- | --------------- | --------- |
| 1    | Frank Vandenbroucke | Mapei-GB        | 19h48'15" |
| 2    | Franco Ballerini    | Mapei-GB        | a 1'03"   |
| 3    | Luc Roosen          | Vlaanderen 2002 | a 2'01"   |

### 7ª tappa
- 12 giugno: Lienz > St. Johann in Tirol – 143 km

| Pos. | Corridore            | Squadra     | Tempo    |
| ---- | -------------------- | ----------- | -------- |
| 1    | Wim van de Meulenhof | Foreldorado | 3h26'11" |
| 2    | Dietmar Müller       |             | s.t.     |
| 3    | Niels van der Steen  | TVM         | a 10"    |

| Pos. | Corridore           | Squadra         | Tempo     |
| ---- | ------------------- | --------------- | --------- |
| 1    | Frank Vandenbroucke | Mapei-GB        | 23h14'36" |
| 2    | Franco Ballerini    | Mapei-GB        | a 1'03"   |
| 3    | Luc Roosen          | Vlaanderen 2002 | a 2'01"   |

### 8ª tappa
- 13 giugno: St. Johann in Tirol > Axams – 172 km

| Pos. | Corridore           | Squadra  | Tempo    |
| ---- | ------------------- | -------- | -------- |
| 1    | Frank Vandenbroucke | Mapei-GB | 4h07'48" |
| 2    | Bruno Risi          |          | a 14"    |
| 3    | Andreas Klöden      |          | a 29"    |

| Pos. | Corridore           | Squadra         | Tempo     |
| ---- | ------------------- | --------------- | --------- |
| 1    | Frank Vandenbroucke | Mapei-GB        | 27h22'14" |
| 2    | Franco Ballerini    | Mapei-GB        | a 1'55"   |
| 3    | Luc Roosen          | Vlaanderen 2002 | a 2'40"   |

### 9ª tappa
- 14 giugno: Natters > Kaunertaler Gletscherstraße – 125 km

| Pos. | Corridore           | Squadra         | Tempo    |
| ---- | ------------------- | --------------- | -------- |
| 1    | Luc Roosen          | Vlaanderen 2002 | 3h45'31" |
| 2    | Frank Vandenbroucke | Mapei-GB        | s.t.     |
| 3    | Glenn D'Hollander   | Vlaanderen 2002 | a 51"    |

| Pos. | Corridore           | Squadra         | Tempo     |
| ---- | ------------------- | --------------- | --------- |
| 1    | Frank Vandenbroucke | Mapei-GB        | 31h07'45" |
| 2    | Luc Roosen          | Vlaanderen 2002 | a 2'36"   |
| 3    | Franco Ballerini    | Mapei-GB        | a 3'28"   |

### 10ª tappa
- 15 giugno: Feichten > Innsbruck – 148 km

| Pos. | Corridore         | Squadra         | Tempo    |
| ---- | ----------------- | --------------- | -------- |
| 1    | Glenn D'Hollander | Vlaanderen 2002 | 3h09'06" |
| 2    | Hannes Hempel     |                 | a 1"     |
| 3    | Luc Roosen        | Vlaanderen 2002 | a 3"     |

| Pos. | Corridore           | Squadra         | Tempo     |
| ---- | ------------------- | --------------- | --------- |
| 1    | Frank Vandenbroucke | Mapei-GB        | 34h37'22" |
| 2    | Luc Roosen          | Vlaanderen 2002 | a 2'08"   |
| 3    | Franco Ballerini    | Mapei-GB        | a 3'37"   |

## Classifiche finali

### Classifica generale
| Pos. | Corridore             | Squadra                     | Tempo     |
| ---- | --------------------- | --------------------------- | --------- |
| 1    | Frank Vandenbroucke   | Mapei-GB                    | 34h37'22" |
| 2    | Luc Roosen            | Vlaanderen 2002-Eddy Merckx | a 2'08"   |
| 3    | Franco Ballerini      | Mapei-GB                    | a 3'37"   |
| 4    | Glenn D'Hollander     | Vlaanderen 2002-Eddy Merckx | a 4'15"   |
| 5    | José Angel Robles     |                             | a 5'31"   |
| 6    | Geert Verheyen        | Vlaanderen 2002-Eddy Merckx | a 5'47"   |
| 7    | Bogdan Ravbar         |                             | a 5'53"   |
| 8    | Alexander Kastenhuber | Team Nürnberger             | a 6'24"   |
| 9    | Eddy Bouwmans         | Foreldorado-Golff           | a 6'25"   |
| 10   | Casper van der Meer   | Palmans-Boghemans           | a 6'44"   |